# 프란치스코 살레시오
성 프란치스코 살레시오(라틴어: Sanctus Franciscus Salesius, 프랑스어: Saint François de Sales, 1567년 8월 21일 - 1622년 12월 28일)는 제네바의 주교이자 로마 가톨릭교회의 성인이다. 《신심 생활 입문》, 《하느님을 찾는 이들에게》 등 영성 지도와 형성을 주제로 한 책을 저술한 것으로 널리 알려져 있다. 그는 하느님에 대한 사랑의 모범으로서 성모 성심이 더할 나위 없이 완벽하다는 글을 남겼으며, 이는 요한 에우데스로 하여금 예수 성심과 성모 성심에 대한 신심을 발전시키는 데 영향을 끼쳤다.

## 생애

### 아동기와 청소년기
프란치스코 살레시오는 1567년 8월 21일 사보이아 공국의 귀족 집안 출신으로 오늘날 프랑스 오뜨-사부아의 토랑-글리에르의 살르 성(Château de Sales)에서 태어났다. 아버지는 프랑수아 드 보이시이며, 어머니는 프랑수아즈 드 시오느즈이다. 6남매 가운데 장남이었던 프란치스코는 최고의 학교에서 교육을 받게 하겠다는 부친의 열망에 힘입어 특별히 라로슈쉬르포롱과 안시 인근에서 특별 수업을 받았다. 그의 영성과 지식은 예수회의 영향을 받아 형성되었다. 1583년 그는 파리의 클레르몽 대학교에 들어갔다. 1년 후 프란치스코는 운명에 대한 신학 토론에 참석한 후에 자신이 죽으면 지옥에 떨어질 것이라고 생각해 공포심에 빠지게 되었다. 1586년 12월 그의 절망과 공포심은 극에 달해 결국 몸살이 나서 몸져눕게 되었다. 1587년 1월 프란치스코는 두려움을 가득 안고 프랑스 남부에 있는 생테티엔드그레 성당을 방문하였다. 이로써 그의 마음은 평온을 되찾고 자신의 일생을 하느님에게 바치기로 결심하였다. 프란치스코는 하느님이 자신을 위해 어떠한 길을 걷게 해도 상관없다고 생각하였다. 왜냐하면 성경에 나오듯이 “하느님은 사랑”이기 때문이었다. 사랑의 하느님에 대한 충실한 헌신은 그의 불안감을 떨쳐냈을 뿐만 아니라 이후 생활과 그의 사상에 큰 영향을 미치게 된다. 가톨릭 영성에서 그의 가르침은 훗날 그가 쓰게 된 저서인 《신심 생활 입문》 등을 통해 알아볼 수 있다.

### 공부
1588년 프란치스코는 파리 대학교에서 이탈리아의 파도바 대학교로 편입하여 법률과 신학을 공부하였다. 그곳에서 그는 사제가 되기로 마음먹었다. 지적이고 준수한 용모를 갖추었던 프란치스코는 돈이나 현세의 것을 멀리하고 오직 하느님만 바라보며 살겠다는 다짐을 하게 만든 여러 가지 사건을 경험하였다. 한 번은 그가 말을 타고 가는 동안에 허리에 찬 칼이 땅에 떨어졌는데, 그 칼이 다른 칼과 교차되면서 십자가 형태를 이루었다. 이밖에도 여러 가지 징조를 겪으면서 그는 예수 그리스도가 자신에게 교회를 위해 자기 자신을 온전히 희생하고 이타적인 사랑의 삶을 살 것을 요구하는 것이라고 보았다.

### 졸업
1592년 프란치스코는 법학과 신학 분야에서 모두 박사학위를 받고 공부를 무사히 끝마쳤다. 그는 성모 마리아 순례지로 유명한 이탈리아의 로레토를 순례하기 전에 먼저 집으로 갔다. 집에서 그의 부친은 이미 아들을 위해 샹베리 시의회 의원직을 비롯하여 여러 중요한 요직을 미리 얻어놓았다. 프란치스코의 부친은 자기 아들이 군인이나 정치인이 되기보다는 성직자가 되기로 결심했다는 것을 알고 받아들이기 어려워하였다.
하지만 프란치스코는 부친이 미리 정해준 부유한 상속녀와 결혼하는 것을 거부하고 하느님과 함께 길을 걷는 인생을 살기로 선택하였다. 당시 제네바 주교의 중재로 프란치스코는 결국 1593년 사제로 서품됨과 동시에 제네바 주교좌 성당 참사회장으로 임명되었다.

프란치스코 살레시오의 주교 문장

### 사제와 주교
프란치스코는 선교사로서 사보이아 공국의 개신교 신도들을 재개종시키는 활동에 전념하였으며, 그 결과 많은 사람이 본래의 가톨릭 신앙으로 돌아오게 되었다. 프란치스코는 또한 로마와 파리를 부지런히 오가며 교황 클레멘스 8세와 프랑스 국왕 앙리 4세 사이에 동맹을 체결하도록 주선하였다.
1602년 제네바 교구장 주교가 죽자 프란치스코가 그 뒤를 이어 제네바 대교구의 교구장에 착좌하였으나 주교좌는 이미 프로테스탄트의 로마가 된 제네바에 둘 수 없었고 여전히 안시에 머물러 있었다. 이미 1526년 제네바는 베른 및 프리부르와 동맹을 맺음과 동시에 제네바를 통치하던 주교의 지배권을 박탈하고 시의회가 다스리는 자치 공화국이 되었다. 1532년 종교개혁 진영의 프로테스탄트 설교자들을 받아들였으며, 1535년 가톨릭 미사를 금지하고, 1536년 종교개혁을 전면적으로 공식 채택함으로써 완전한 프로테스탄트 공화국이 되었다. 가톨릭 교구장 주교들은 쫓겨나 임시로 사보이아 공국의 안시로 거처를 옮겨 지내왔다.
프란치스코는 주교로 재직하는 동안 그는 대중의 마음을 이끌어내고 경청에 집중시키는데 탁월한 강론 능력을 갖추었으면서 엄격한 생활을 고수하는 성직자로서 대중으로부터 명성을 얻었다. 특히 그는 가난한 사람들의 친구이면서 놀라울 정도로 깊은 온화함과 이해심을 가진 사람으로 알려졌다. 이러한 그의 우수한 자질은 그의 저서에서 드러나는데, 가장 유명한 책이 《신심 생활 입문》(Introduction à la vie dévote)으로서 특별히 평신도들을 대상으로 쓴 책이다. 《신심생활 입문》은 현재 《준주성범》과 더불어 가톨릭 신자들에게 양대 권장도서로 평가받고 있다. 또한 그는 높은 영성 생활 지도를 담은 서간인 《신애론》(神愛論)을 쓰기도 하였다.
1610년 6월 6일에는 성녀 요안나 프란치스카 드 샹탈과 더불어 여성 봉쇄 수녀회인 성모 마리아 방문 수녀회(방문 수녀회)를 안시에 설립하였다.
1622년 12월 28일 프란치스코는 사보이아 공작 카를로 에마누엘레 1세의 수행원들과 함께 여행을 하다가 프랑스 리옹에서 선종하였다.

## 사후 공경
프란치스코 살레시오 주교는 1661년 교황 알렉산데르 7세에 의해 시복되었으며, 그로부터 3년 후에 시성되었다. 1877년에는 교황 복자 비오 9세에 의해 교회학자로 선언되었다.
성 프란치스코 살레시오의 유해는 프랑스 안시에 있는 성모 마리아의 방문 대성당에 안장되었다. 성 프란치스코 살레시오의 유물을 보관하고 있는 순례지에서는 여러 가지 기적 사례가 보고되고 있다. 그의 성유물 가운데 하나인 심장은 원래 리용에서 보관하고 있었는데, 프랑스 혁명을 피해 베네치아로 옮겨와 오늘날까지 이르고 있다.
로마 가톨릭교회에서는 성 프란치스코 살레시오의 축일을 그의 시신이 안시에 안장된 1월 24일로 정해 기념하고 있다.

## 같이 보기
- 살레시오회